# 穆基敦 (伊利諾伊州)
穆基敦（英語：Mulkeytown）是位於美國伊利諾伊州富蘭克林縣的一個人口普查指定地區。

## 地理
穆基敦的座標為37°58′15″N 89°06′41″W / 37.97083°N 89.11139°W，而該地最高點為海拔高度136米（即446英尺）。

## 人口
根據2010年美國人口普查的數據，穆基敦的面積為0.710平方千米，當中陸地面積為0.707平方千米，而水域面積為0.003平方千米。當地共有人口175人，而人口密度為每平方千米246.48人。